# Zdeněk Marek
Zdeněk Marek (16. října 1925 Prostějov – 29. března 2019 Phoenicia, USA) byl československý hokejový útočník (centr), který emigroval do Spojených států, kde později úspěšně působil jako módní návrhář. Reprezentoval Československo pouze na jednom mistrovství světa, na kterém získal světový a evropský titul.

## Kariéra
Zdeněk měl velmi dobré školní výsledky, věnoval se sportu a byl všestranný, měl rád bruslení. K lednímu hokeji ho přivedl nepřímo jeho o dva roky starší bratr, který vlastnil brusle a hokejku. Po lékařské diagnóze, že má ploché nohy, sportovní vybavení přenechal bratrovi Zdeňkovi. Od první chvíle na místním rybníku vzdáleném 10 minut od domu se Zdeněk snažil být nejlepší a hokej ho okamžitě chytl. Juniorská léta strávil v týmu SK Prostějov, po odchodu na vysokou školu do Prahy stále ještě jako člen prostějovského klubu trénoval s týmem LTC Praha. Během studií hrál již třetí ligu za Spartak Praha Sokolovo. Po odvelení na povinnou základní službu požádal o převelení do ATK Praha.
V roce 1949, když se tvořil po letecké katastrofě nový reprezentační tým, dostal šanci reprezentovat na MS 1949 ve Švédsku. Přestože na šampionát nejel s úmyslem emigrovat, nakonec po skončení akce těsně před odjezdem využil příležitosti a odloučil se od výpravy. Jako jediný. Svoji roli sehrála negativní zkušenost s komunistickým režimem. Jeho rodiče vlastnili velký činžovní dům, restauraci a noční klub. Dle informací restaurace byla znárodněna.
Přinejmenším v sezóně 1950/51 nastupoval za univerzitní hokejový klub University of North Dakota, jak o tom svědčí fotografie v hokejové hale Ralpha Engelstada.
Dlouhé roky žil v New Yorku, později se přestěhoval do osady Phoenicia, kde strávil zbytek života.
Za československou reprezentaci odehrál celkem tři zápasy, ve kterých vstřelil jeden gól.